# Masdevallia virgo-cuencae
Masdevallia virgo-cuencae är en orkidéart som beskrevs av Carlyle August Luer och Angel Andreetta. Masdevallia virgo-cuencae ingår i släktet Masdevallia och familjen orkidéer. Inga underarter finns listade i Catalogue of Life.